# Isaac Schoenberg
Isaac Schoenberg   (Galați, 21 d'abril de 1903 - Madison, 21 de febrer de 1990) va ser un matemàtic estatunidenc d'origen romanès.

## Vida i Obra
Tot i que havia nascut a Galați (actual Romania), la família es va traslladar a Iași el 1910, on el seu pare va ocupar un càrrec a la Banca Moldova. En aquesta darrera ciutat va fer els seus estudis secundaris, fins a 1919, i universitaris, de 1919 a 1922. Des de 1922 fins a 1925, Schoenberg va estudiar a Alemanya, a les universitats de Göttingen i Berlín. No va poder obtenir el doctorat a Alemanya perquè el seu títol de batxillerat no era alemany, i va tornar a la universitat de Iași, per a defensar la seva tesi doctoral el 1926. Des de 1925 fins a 1930 va ser professor associat de la universitat de Iași, excepte un any entre 1926 i 1927 en que va fer el servei militar a Timișoara i Chisinau i un període del 1928 en que va ser professor a la universitat Hebrea de Jerusalem a invitació d'Edmund Landau, amb la filla del qual es va casar el 1930.
El 1930 va obtenir una beca Rockefeller per ampliar estudis als Estats Units, cosa que va fer a la universitat de Chicago fins al 1932. El curs 1932-1933 va prendre classes a Harvard i al MIT. I, a partir de 1933, va ser professor a diferents institucions: Institut d'Estudis Avançats de Princeton (1933-1935), universitat de Swarthmore (1935-1936) i Colby College (1936-1941), fins que el 1941 va ser nomenat professor de la universitat de Pennsilvània, on va romandre fins al 1966, excepte els anys de la Segona Guerra Mundial en que va col·laborar en l'esforç científic-militar al Camp de Proves d'Aberdeen (Maryland). El 1966 es va incorporar a la universitat de Wisconsin en la qual es va retirar el 1973.
Schoenberg és recordat, sobre tot, per haver estat l'inventor del mètode d'aproximació denominat spline o interpolació per splines. Va publicar 174 obres científiques, entre articles i llibres, de les quals 56 van aparèixer després de la seva jubilació el 1973.